# Pięć palców
Pięć palców (ang. Five Fingers) – amerykański dramat z 2006 w reżyserii Laurence'a Malkina.

## Fabuła
Akcja filmu rozgrywa się w Nowym Jorku i Maroko. Holenderski pianista jazzowy, Martjin, żyje ze swoją marokańską dziewczyną w Amsterdamie. Zebrawszy pieniądze na przeprowadzenie opracowanego przez siebie "programu żywnościowego" dla marokańskich dzieci udaje się do jej rodzimego kraju, żeby wspierać rozwój tego programu. Towarzyszy mu rozmowny Anglik, Gavin, który ma się też troszczyć o ich bezpieczeństwo na miejscu.
Już na samym początku Martjin i Gavin zostają jednak uprowadzeni podczas wycieczki autobusowej w górach. Z początku, trzymani w kryjówce porywaczy (opuszczona fabryka na pustyni) nie wiedzą ani dlaczego, ani przez kogo zostali porwani. Jednak ich przywódca, Ahmat, szybko uświadamia Martjinowi, ze sytuacja jest poważna kiedy każe zabić Gavina na jego oczach.
Odtąd, na rozkaz Ahmata, Martjin jest brutalnie przesłuchiwany i torturowany. Celem tortur jest zmuszenie Martjina do zdradzenia swoich prawdziwych planów - Ahmat uważa mianowicie, ze Martjin jest agentem CIA. Za każde rzekome albo prawdziwe kłamstwo będzie Martjinowi obcięty jeden palec (stąd też tytuł filmu). I rzeczywiście, podczas gdy Martjin upiera się przy swojej niewinnej historii o programie żywnościowym, porywacze obcinają mu mały palec u prawej ręki. W toku przesłuchania Martjin traci kolejne palce, co uświadamia mu koniec jego kariery jako pianisty.
Podczas przesłuchania okazuje się jednak, że to Martjin jest islamskim terrorystą, który razem ze swoją holenderską grupą Al-Qaida, planuje zamach na sieć fastfoodów (bronią biologiczną w postaci trucizny lub bakterii). Ahmat przekonuje Martjina, że oboje są po tej samej stronie i żeby ostatecznie udowodnić swoją przynależność do siatki terrorystycznej, Martjin ma podać Ahmatowi imiona wszystkich członków swojej grupy w Amsterdamie. Jeśli po porównaniu listy z listą Ahmata imiona okażą się prawdziwe, Martjin będzie miał możliwość odzyskania swoich amputowanych palców.
Ahmat jednak okazuje się agentem CIA. Porwanie zostało zorganizowane przez niego i jego grupę (Gavin też okazuje się członkiem grupy, a jego śmierć była tylko zainscenizowana), aby pozyskać informacje o holenderskiej siatce terrorystycznej i jej lokalizacji. Ponieważ Martjin dał się nabrać na kamuflaż Ahmata i zdradził swoją siatkę, zostaje zastrzelony przez agentów jeszcze w fabryce (która okazuje się być opuszczonym budynkiem w Nowym Jorku). W ten sposób, co prawda, udaje się zapobiec zamachowi, ale film kończy się dosyć dwuznacznym widokiem Statuy Wolności w porcie Nowego Jorku.

## Obsada
- Saïd Taghmaoui - Dark Eyes
- Gina Torres - Aicha
- Ryan Phillippe - Martijn
- Colm Meaney - Gavin
- Laurence Fishburne - Ahmat
- Touriya Haoud - Saadia